# Sathrochthonius insulanus
Sathrochthonius insulanus är en spindeldjursart som beskrevs av Beier 1976. Sathrochthonius insulanus ingår i släktet Sathrochthonius och familjen käkklokrypare. Inga underarter finns listade i Catalogue of Life.